# Borchen
Borchen este o comună din landul Renania de Nord-Westfalia, Germania. În cadrul comunei sunt incluse 5 localități: Kirchborchen, Nordborchen, Alfen, Etteln și Dörenhagen. Teritoriul comunei este străbătut de Autostrada A33 și de drumul național B68. 
Regiunea industrială Borchen include sediile și filialele unor firme, precum Monolit,  Kaup,  Brandt s.a.
Locuitorii comunei sunt reprezentați a diferitor religii și confesii. În mare parte sunt catolicii (Biserica Catolica St.Michael) și evangheliștii, apoi baptiști și o minoritate de musulmani reprezentată în general de migranți și refugiați. 
1. ↑  Alle politisch selbständigen Gemeinden mit ausgewählten Merkmalen am 31.12.2018 (4. Quartal) (în germană), Statistisches Bundesamt[*], arhivat din original la 10 martie 2019, accesat în 10 martie 2019